# 圣母军事件
圣母军事件，是1950年代初中华人民共和国政府对圣母军的全国性大规模的镇压行动，也是当时镇反运动的主要内容之一。

## 圣母军在中国
圣母军是一个國際性天主教善會（教友团体），1921年9月7日（圣母圣诞节的前一天）创立于爱尔兰都柏林。1930年由爱尔兰圣高龙庞外方传教会神父莫克勤传入中国湖北省汉阳教区，发展了上千名成员。1948年初，教廷驻华公使黎培理将莫克勤和中国神父沈士贤调到上海，任职于天主教中华全国教务协进委员会，负责在全国各地迅速扩展圣母军组织。
在中国激烈的内战烽火之中，莫克勤先后奔走于天津、广州、桂林、重庆等地，发展圣母军，在很短时间内成立了上海、北京、天津3个分会，青岛等28个区会、400余个支会。沈士贤在震旦女子文理學院和震旦女中兼课，借机接触青年学生，鼓励他们忠于天主教信仰，激发宗教热情。沈士贤在震旦女子文理院成立了上海圣母军第一个支会“善导圣母军支团”。1949年初，沈士贤又在震旦女中先后组建2个支团“可奇之母支团”和“仁慈之母支团”，共22人。1949年3月27日，沈士贤率上海圣母军人员在重庆南路圣伯多禄堂举行誓师大会。

## 教案经过
1949年10月，中华人民共和国成立。1950年9月28日参与炮击天安门案意图刺杀中共领导人的罗马教廷驻华公使黎培里的北平代表马迪懦被捕。1951年3月31日，南京教区代理主教李维光神父发表爱国宣言，中梵关系趋于紧张。圣母军被选为天主教内首先遭到打击的目标。
天津市是最早对圣母军进行镇压的城市。1951年7月13日，天津市军管会主任黄敬宣布圣母军为帝国主义操纵的反动组织，加以取缔；此前，在5月28日，天津市公安局已经驱逐天津教区法籍主教文贵斌 和圣母军华北分会会长邓华光。当局又组织天主教学校津沽大学、圣功女中、法汉中学的师生控诉圣母军。7月15日，《人民日报》发表评论《保护正当的信仰自由，取缔反革命的“圣母军”》。11月17日，天津市公安局将意大利籍圣母军指导司铎恩满德、雷鸣亮驱逐出境。
1951年8月5日，青岛市军管会宣布取缔圣母军，逮捕会长方松林，驱逐吴伯禄主教出境，790名团员中有580多人声明退出。烟台、济南政府也先后宣布取缔圣母军。山东省在圣母军事件中有1000余人声明退出，64人遭逮捕。 
1951年9月3日，福州市军管会发出布告，宣布取缔圣母军。指导司铎刘必约和副会长林开健等3人被捕，外国神父李奋仁、薛仁堪服刑1年和9个月后驱逐出境，福州教区总主教赵炳文、副主教胡良民也被逮捕并驱逐出境。
1951年10月8日，上海市军管会宣布取缔圣母军，要求圣母军成员登记并悔改。上海教区龚品梅主教阻止圣母军成员向政府登记和退团。此前在9月6日，沈士賢、莫克勤已经分别在岳阳路天主教中华全国教务协进委员会及五原路圣高隆庞传教会遭逮捕。莫克勤于1954年被驱逐出境，沈士賢则病故于上海市监狱医院。
1951年10月10日，南京市军管会宣布取缔圣母军，逮捕其首领赵鸿生，凡参加圣母军人员均需按照规定进行登记或办理退出手续。教廷驻华公使黎培理已于9月4日被南京市军管会驱逐出境。
1951年11月7日，成都市军管会发布取缔圣母军的布告，外籍指导司铎陆续被驱逐出境，有12名拒不登记自新的团员遭到逮捕。
1951年11月8日，杭州市军管会发布取缔圣母军的命令，要求圣母军成员登记退团。随后，浙江省其他地方，包括温州、宁波、丽水、台州等地相继开始进行取缔工作。
1951年12月24日，重庆市军管会发布取缔圣母军的布告。
1952年，江西赣州的圣母军被取缔，负责人被逮捕。
1953年，公安部下令取缔圣母军残余。山东省周村、威海、兖州、莒县残存的圣母军6个支会遭到取缔，3人被捕，5名外籍神职人员被驱逐出境。周村圣母军秘书张明生被判管制3年。。1953年9月3日，厦门军管会宣布取缔圣母军，将西班牙籍茅中砥主教、吴明德神父驱逐出境，并组织29049人参观“罪行展览会”。1953年10月31日，哈尔滨市公安局发出取缔圣母军命令，圣母军总指导司铎金善永和进教之佑支会长刘义被捕判刑。1954年1月11日，武汉市军管会宣布取缔圣母军。